# Uvarus captiosus
Uvarus captiosus är en skalbaggsart som först beskrevs av Guignot 1948.  Uvarus captiosus ingår i släktet Uvarus och familjen dykare. Inga underarter finns listade i Catalogue of Life.